# Sandoval (banda)
Sandoval es un grupo mexicano fundado en 2008 después de la separación del dúo Lu en Guadalajara. Estuvo conformado originalmente por Mario Sandoval como vocalista, multiinstrumentista, arreglista y productor; Susy Ortiz como vocalista; Enrique López como bajista; y Álex Boom como baterista. Tiempo después Susy decidió retirarse del proyecto, tomando su lugar Verónica de la Garza. Posteriormente Enrique López y Álex Boom también se retirarían del proyecto, quedando solamente como dúo Mario Sandoval y Verónica de la Garza, está última también se iría posteriormente.
Actualmente el proyecto solamente es integrado por Mario Sandoval, quien ha comentado en entrevistas, que es así como debió de haber sido su proyecto, cuando se terminó el dúo Lu.

## Trayectoria

### 2009-2011:Lo que siempre soñamos seryZona preferente
El 31 de agosto de 2009, se lanzó al mercado el álbum debut de estudio titulado Lo que siempre soñamos ser. Su primer sencillo fue «A quien tú decidiste amar». El disco logró la certificación disco de oro en México y se realizó una gira musical por toda la república mexicana. De este proyecto también se desprendió el sencillo «Loco extraño».
Posteriormente en 2011, grabó un concierto en vivo donde además de interpretar las canciones de Lo que siempre soñamos ser, también interpretó temas de Lu, el proyecto anterior de Mario Sandoval, en un concepto llamado Zona preferente, bajo el sello discográfico de Warner Music México. Se editó en los formatos CD + DVD y en Blu-ray. Con este álbum debutó en la primera posición de ventas en México.

### 2012:Deja que la vida te sorprenda +
En octubre de 2012 fue lanzado su álbum Deja que la vida te sorprenda + bajo la producción del italiano Michele Canova, con la incorporación de Verónica de la Garza como vocalista, esto en reemplazo de Susy Ortiz. El primer sencillo que se desprendió de este nuevo álbum fue «Yo sabía» el cual se lanzó a la venta el 30 de julio de 2012. El vídeo musical, arte y fotografía estuvo a cargo de Ricardo Calderón. El segundo sencillo del álbum que se tituló «La noche» fue lanzado en México en diciembre de 2012 y posteriormente el 7 de mayo de 2013 se lanzó a la venta en Estados Unidos y Puerto Rico. El sencillo formó parte de la telenovela mexicana La mujer del Vendaval.

### 2018:7/11
7/11 es el álbum debut de Sandoval, en su etapa como solista; lanzado el 8 de diciembre de 2018, el cual fue producido por Mario Sandoval y Gustavo Borner en Burbank, California, en los estudios Igloo Music. Incluye catorce canciones, de las cuales destacan los sencillos: «Por siempre te amaré», «Que sea solo yo», «No me voy a ningún lado», «Cuánto más» y «Siento».

### Miembros actuales
- Mario Sandoval, vocalista (2008-presente)

### Miembros anteriores
- Susana Ortiz, vocalista (2008-2011)
- Verónica de la Garza, vocalista (2011-2014)
- Enrique López, bajo (2008-2012)
- Alejandro Boom, batería (2008-2012)

## Discografía
Álbumes de estudio
- 2009: Lo que siempre soñamos ser
- 2013: Deja que la vida te sorprenda +
- 2018: 7/11

Álbumes en vivo
- 2011: Zona preferente (En vivo)